# Ralsko (hrad)
Ralsko (německy Roll, Rollberg) je zřícenina hradu na vrcholu stejnojmenného kopce, na hranici katastrálního území Svébořice města Ralsko (parcela č. 4, jižní část hradu včetně hlavní hranolové věže, 355 m²) a katastrálního území Noviny pod Ralskem (parcela č. 981/31, severní část hradu, 421 m²). Z trosek hradu je kruhový rozhled do dalekého okolí, je možno spatřit Ještěd, Hazmburk, Říp, rozhlednu na Vrátenské hoře u Kokořína, Bezděz, Hvozd, Luž, Jedlovou, Klíč.
Na skalnatém vrcholku zalesněné hory se nacházejí hradby, zříceniny dvou obytných věží, obvodové zdivo paláce a zbytky zdiva dalších budov. Zachovaly se mohutné štítové zdi o tloušťce 5,6 metrů. Hrad je chráněn od roku 1965 jako kulturní památka. Horní část kopce i s hradem je začleněna do přírodní rezervace Ralsko.

## Historie

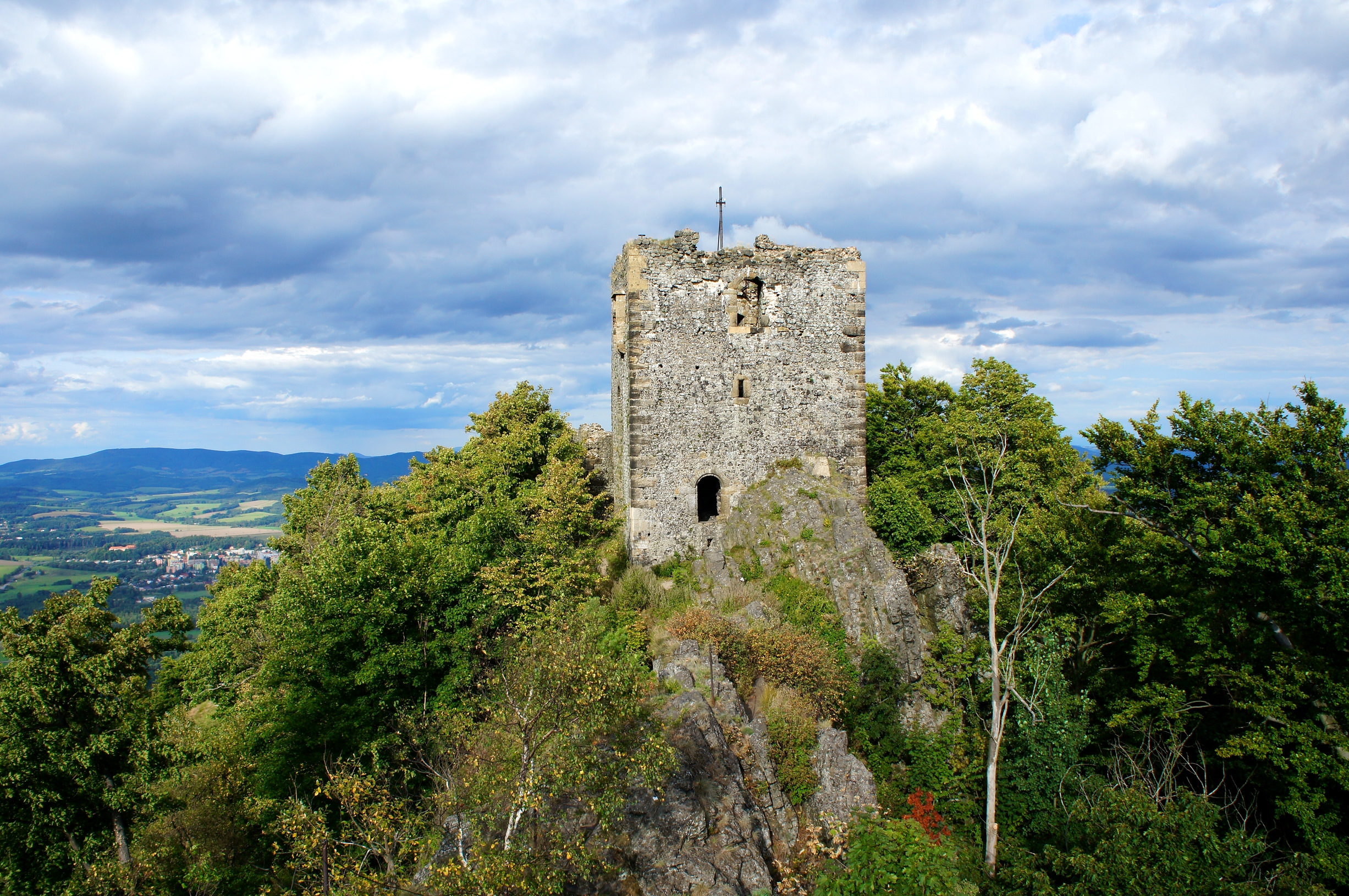
Zbytky obytné věže

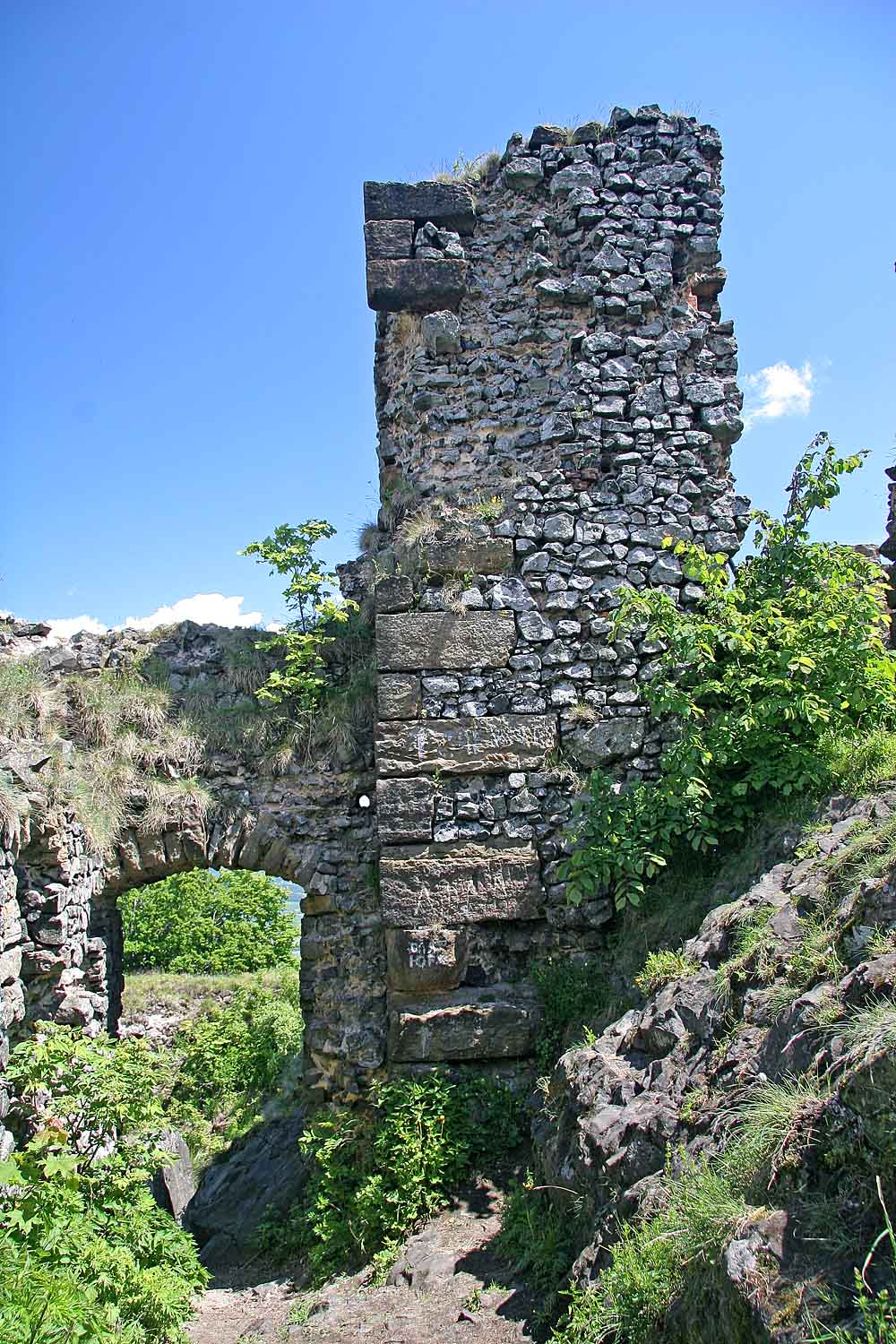
Vstup na vnitřní nádvoří

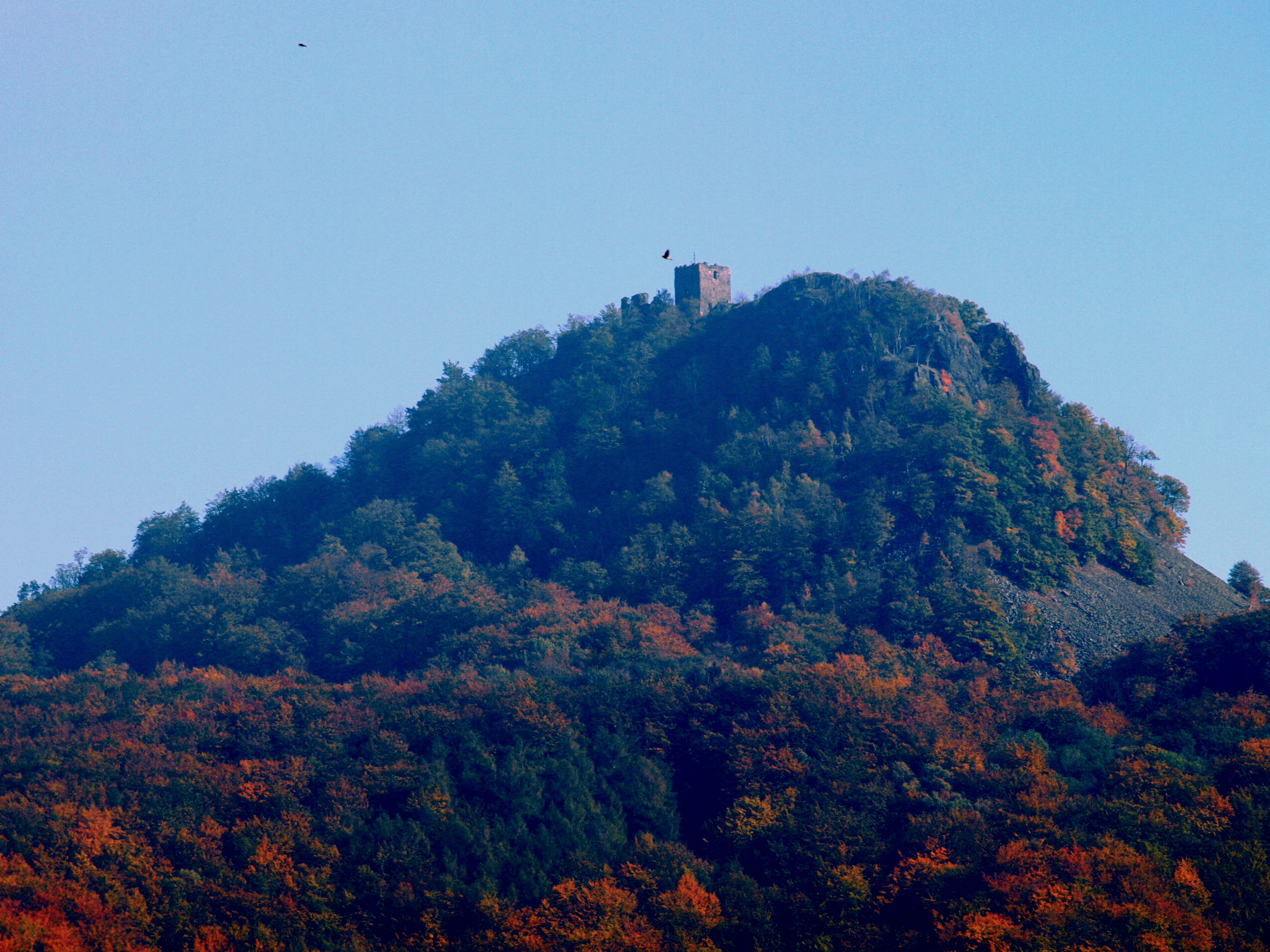
Hrad Ralsko na vrcholu stejnojmenné hory

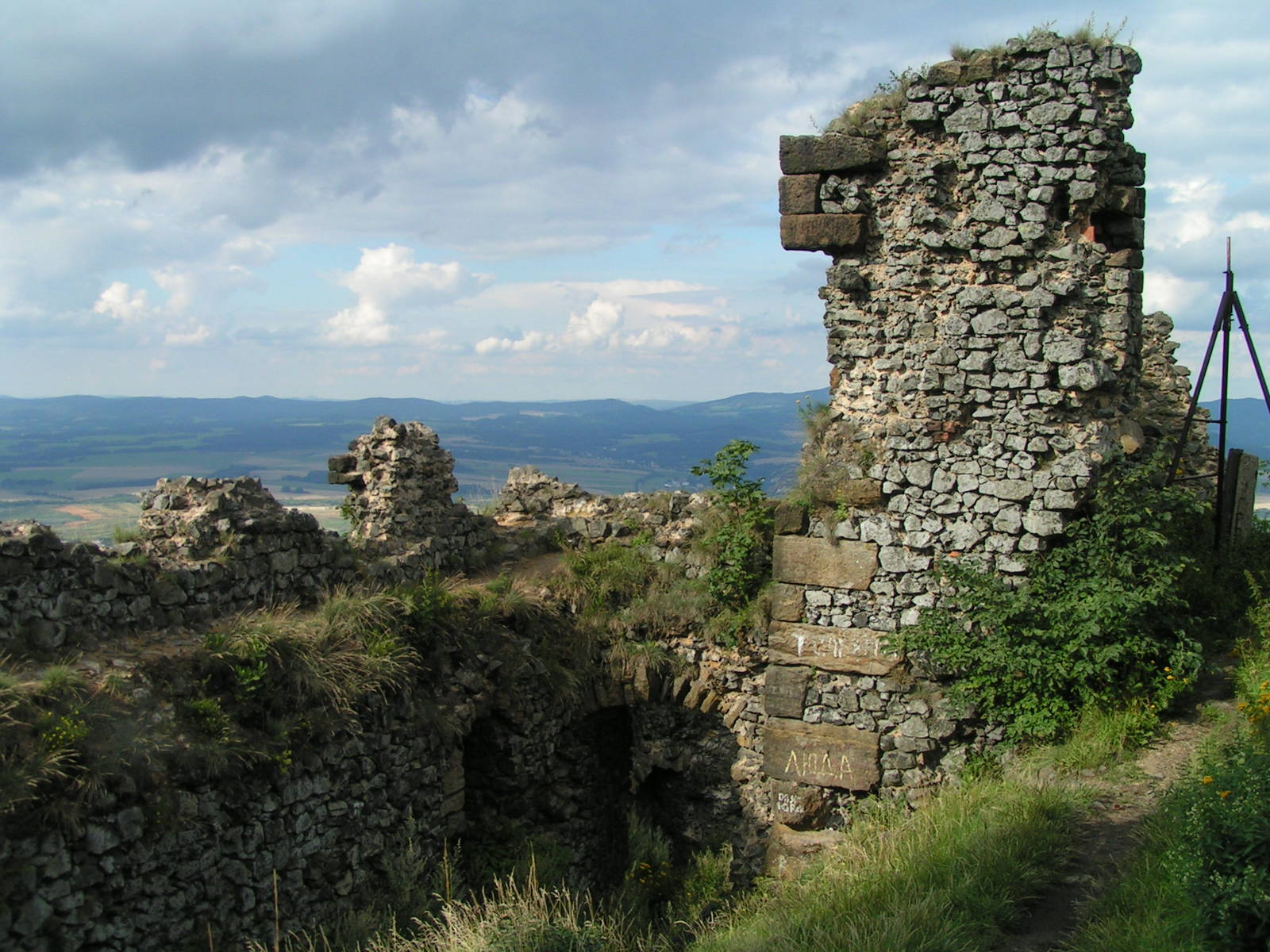
Hrad Ralsko

Kdy byl hrad přesně založen, doloženo písemně není. Existují nepříliš věrohodné záznamy o turnaji v Magdeburku v roce 983, jehož se zúčastnil rytíř Teodor z Ralska, také že majitelem byl snad roku 1175 Heřman z Ralska (podle Palackého přezdívaný Poprocký), zakladatel rodu Markvarticů, ale oba záznamy se týkají možná usedlostí (dvora) na úpatí kopce.
Další výklad doložený archeology uvádí na Ralsku v roce 1377 mocný rod Vartenberků v osobě Jana z Vartenberka, který vystavěl kamenný hrad místo původního dřevěného a včlenil jej do soustavy hradů k ochraně a kontrole obchodních cest. V nedaleké Mimoni si vybudovali i celní stanici.
Po Heřmanovi se přídomek z Ralska objevil v roce 1389, tehdy jej získal Jan Chudoba z Vartenberka, nazývaný pak též z Ralska. Po roce 1400 za krále Václava IV. hájil zájmy císaře Zikmunda a zabíral s jeho souhlasem četná panství kolem. Byl proto často ve střetu s husity, a po bitvě u Ústí na hradě věznil Zikmunda Děčínského z Vartenberka, který krátce před bitvou přestoupil na stranu husitů. Roku 1427 však na Ralsku sídlila husitská posádka.
Hůře dopadl jeho syn Jan Ralsko mladší, který nedodržel dohodu s Žitavou kvůli dobytí Grabštejna a byl jimi roku 1433 zajat, usmýkán koňmi a rozčtvrcen. To byl jeden z důvodů pozdějších válek Vartenberků s Lužicí.
Po husitských válkách hrad rychle střídal majitele a roku 1468 byl dobyt žitavským vojskem z Lužice. Pak zde působili loupeživí rytíři a nacházela se zde podloudná mincovna. Od roku 1505 panství koupila rodina Bibrštejnů a o hrad se přestali starat. O sto let později byl popisován jako pustý. Byl často terčem hledačů pokladů, kteří v něm dělali četné díry. Hora s okolím byla v letech 1969–1990 nepřístupná pro veřejnost kvůli sovětskému vojenskému prostoru. V době jejich působení shořela vyhlídková věž.

## Popis
Příchozí cesta byla vytesána do skal a chráněna dvěma skalními branami. Končila na parkánové plošině na okraji vrchu.Zde byla před vchodem k podhradí další brána, na níž navazovaly hradby s baštou. Předhradí ukončila stavba dvoupatrové věže, která navazovala na palác horní části hradu. Z paláce vedl padací most do hranolové věže (donjonu).

## Přístup k hradu
Od České Lípy přes Mimoň a nedaleké Vranovské skály vede přes kopec červeně značená turistická trasa KČT pro pěší turisty. Od vrcholu pokračuje dál na sever přes Noviny pod Ralskem do Stráže pod Ralskem, od východu na ni navazuje po obou stranách kopce žlutě značená trasa od železniční zastávky Pertoltice pod Ralskem. Červená trasa vede ze středu Mimoně k Ralsku Vranovskou alejí a je dlouhá necelých 6 km s převýšením 400 metrů. Vranovská alej a výstup na vrcholek je součástí nově vytvořené Naučné stezky Ralsko.

## Pověsti
Zachovalo se několik pověstí. První je variací blanické pověsti o spícím vojsku, které přijde českému národu na pomoc, až přijde čas. Druhá o zakopaném pokladu hlídaném velikým psem, další o rytíři potrestaném Bílou paní.

## Vlastnictví a záměry rekonstrukce
Hrad není zanesen jako stavba v katastru nemovitostí, ale je součástí pozemku. Je však zapsán do seznamu kulturních památek. Novinky.cz naopak uvedly citát mluvčí VLS, podle nějž údajně nemovitost není v seznamu památek.
Státní podnik Vojenské lesy a statky ČR, který pozemek s hradem vlastnil, jej, protože jej považoval za neslučitelný se svou náplní činnosti, nabídl Národnímu památkovému ústavu, který však s ohledem na svou ekonomickou situaci nabídku odmítl. Na to Ralsko a další obce reagovaly v roce 2008 tím, že projevily zájem o směnu tohoto pozemku za jiné. VLS nabídku směny neakceptovaly, ale nabídly pozemek v roce 2012 ve výběrovém řízení k prodeji. Kritériem byla nejvyšší cenová nabídka. Do výběrového řízení se nakonec se přihlásilo 6 zájemců (vyhlašovatel nakonec vybíral z 5 nabídek, které podala jedna obec, jedna právnické osoba a tři fyzické osoby), mezi nimi město Ralsko, které se o získání hradu snaží již od roku 2008, a dvě stavební firmy z regionu. Město Mimoň v minulosti mělo o hrad také zájem a nechalo vytvořit dokumentaci na rekonstrukci hradu včetně jeho zastřešení a vybudování vyhlídkové věže. Dokumentaci bylo ochotno poskytnout městu Ralsku a samo se soutěže nezúčastnilo, aby mu nekonkurovalo. Zastupitelstvo obce Noviny pod Ralskem se dva dny před termínem pro odevzdání obálek rozhodlo, že obec do soutěže nepůjde. Obálky s nabídkami byly otevřeny koncem července 2012.
Město Ralsko šlo do soutěže s nabídkou jen o 32 tisíc Kč vyšší, než byla minimální nabídková cena 120 tisíc Kč. V soutěži uspěl rodák z Mimoně Milan Baier, jednatel několika firem a regionální politik ODS, aktuálně obecní zastupitel ve Zdibech, který nabídl několikanásobně vyšší cenu, která však nebyla přesně zveřejněna. Mikroregion Podralsko v obavě, že by nový majitel mohl hrad znepřístupnit, požádal ministra obrany Alexandra Vondru o zrušení výběrového řízení a převedení pozemku na mikroregion nebo na Mimoň či Ralsko. Ministr však nechal výběrové řízení prověřit již po intervenci poslance Petra Skokana a nebylo shledáno žádné pochybení.
Vítěz výběrového řízení ujistil, že hrad zůstane přístupný a že se ho naopak chystá turisticky zatraktivnit, po posouzení všech projektů, které již byly vypracovány, a případně i na základě nového projektu, a přislíbil spolupráci s celým mikroregionem. Nabídl spolupráci starostům Ralska i Mimoně. Uvedl, že si není jist návratností svých investic a že se do výběrového řízení přihlásil kvůli svým citovým vazbám k místu a znepokojení ze stavu hradu.
Projekt rekonstrukce, který objednalo roku 2006 město Mimoň a který poskytlo městu Ralsko, počítal s náklady 18 milionů na zakonzervování hradu a využití věže pro zřízení vyhlídkové plošiny. Projekt respektoval podmínky stanovené orgány památkové ochrany a ochrany přírody, podle nichž pro opravu hradu nesměl být použit jiný kámen než kámen z hradu a nebyla povolena stavební lanovka, takže projekt počítal s využitím čtyř mul.
Nový majitel Milan Baier upřesnil na jaře 2013 své záměry. Mínil na vrcholu postavit rozhlednu přístupnou veřejnosti a své záměry konzultovat s řadou odborníků. Později upřesnil termín dokončení úprav na rok 2018 a zmiňoval obtíže, se kterými se musel vypořádat. V roce 2022 Baier své plány dosud nerealizoval a hrad se dále rozpadá.
Před zahájením úprav byl proveden v roce 2014 archeologický průzkum. Během něj bylo zjištěno, že původní rozloha hradu včetně opevnění byla daleko větší.